# Henry Solomon Wihl
Henry Solomon Wihl   (Withington, 28 de febrer de 1886 - Anglaterra, 1965) fou un futbolista anglès de la dècada de 1900.
Va jugar al FC Barcelona la temporada 1904-05, en la qual també fou directiu del club.

## Palmarès
- Campionat de Catalunya de futbol:[2]
  - 1904-05